# شهرستان لارنس (ایلینوی)
شهرستان لارنس، ایلینوی (به انگلیسی: Lawrence County, Illinois) یک سکونتگاه مسکونی در ایالات متحده آمریکا است که در ایلینوی واقع شده‌است.

## نگارخانه

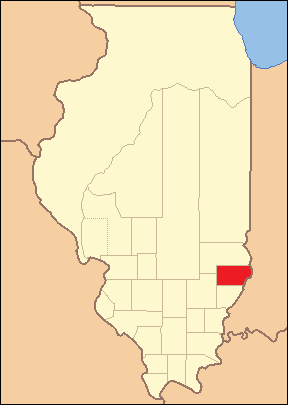
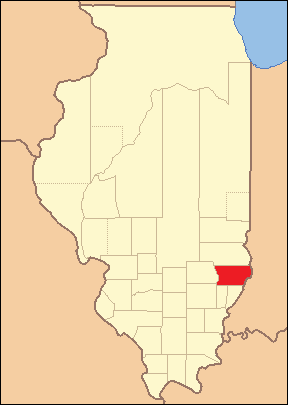
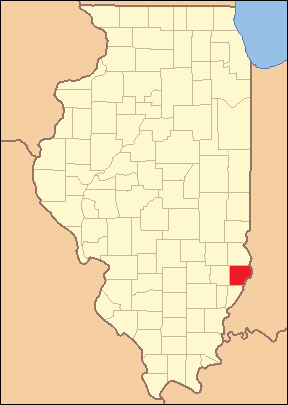